# Роберто Ді Маттео
Робе́рто Ді Матте́о (італ. Roberto Di Matteo; нар. 29 травня 1970, Шаффгаузен, Швейцарія) — колишній італійський футболіст, захисник, півзахисник. По завершенні ігрової кар'єри — футбольний тренер.

## Клубна кар'єра
Народився у Швейцарії в родині італійців, які емігрували з батьківщини у пошуках кращих умов для працевлаштування.
У дорослому футболі дебютував 1988 року виступами за команду клубу «Шаффгаузен» з рідного міста, в якій провів три сезони, взявши участь у 50 матчах чемпіонату.
Згодом з 1991 по 1993 рік грав у складі команд інших швейцарських клубів «Цюрих» та «Аарау». У складі останньої команди виборов титул чемпіона Швейцарії.
Своєю грою у Швейцарії привернув увагу представників тренерського штабу клубу «Лаціо», до складу якого приєднався 1993 року. Відіграв за «біло-блакитних» наступні три сезони своєї ігрової кар'єри. Більшість часу, проведеного у складі «Лаціо», був основним гравцем команди.
1996 року перейшов до клубу «Челсі», за який відіграв 4 сезони. Граючи у складі «Челсі» також здебільшого виходив на поле в основному складі команди. За цей час додав до переліку своїх трофеїв два титули володаря Кубка Англії, ставав володарем Кубка англійської ліги, володарем Суперкубка Англії з футболу, володарем Кубка Кубків УЄФА, володарем Суперкубка УЄФА. Завершив ігрову кар'єру 2000 року, у 30-річному віці.

## Виступи за збірну
Невдовзі після повернення на історичну батьківщину, 1994 року, дебютував в офіційних матчах у складі національної збірної Італії. Протягом кар'єри у національній команді, яка тривала 5 років, провів у формі головної команди країни 34 матчі, забивши 2 голи. У складі збірної був учасником чемпіонату Європи 1996 року в Англії, чемпіонату світу 1998 року у Франції.

## Кар'єра тренера
Розпочав тренерську кар'єру, повернувшись до футболу після невеликої перерви, 2008 року, очоливши тренерський штаб англійського клубу «Мілтон-Кінс Донс». Протягом 2009—2011 років очолював іншу англійську команду, «Вест-Бромвіч Альбіон», яку вивів до Прем'єр Ліги.
Наразі входить до тренерського штабу клубу «Челсі». З квітня 2012 року — виконувач обов'язків головного тренера «Челсі». Під керівництвом Ді Матео «Челсі» виграв Кубок Англії та Лігу Чемпіонів 2011—2012. Попри ці досягнення того ж 2012 року був змінений на тренерському містку «аристократів» на Рафаеля Бенітеса.
7 жовтня 2014 року очолив команду німецького «Шальке 04», який на той момент перебував на 11-й позиції у турнірній таблиці чемпіонату та вже вибув з тогорічного розіграшу Кубка Німеччини. З новим головним тренером команда покращила результати і за десять турів до завершення сезону перебувала у групі лідерів чемпіонату. Проте на фініші турніру «Шальке» зміг здобути лише дві перемоги у десяти матчах, завершивши сезон на шостому місці, яке дозволяло йому наступного сезону змагатися лише у Лізі Європи УЄФА. Після цього 26 травня 2015 року Ді Маттео пішов у відставку і залишив Німеччину.
Через рік, 2 червня 2016, його було призначено очільником тренерського штабу «Астон Вілли», яка попереднього сезону втратила місце у Прем'єр-лізі і мала завдання повернутися до англійського елітного дивізіону. Проте старт сезону у бірмінгемців вийшов невдалим, і після декількох провальних матчів 3 жовтня того ж року італійця було звільнено.
4 січня 2023 року Ді Маттео був призначений технічним радником південнокорейського футбольного клубу «Чонбук Хьонде Моторс».
| Дата       | Місто             | Господарі            | Результат | Гості             | Турнір             | Голи | Примітки |
| ---------- | ----------------- | -------------------- | --------- | ----------------- | ------------------ | ---- | -------- |
| 16/11/1994 | Палермо           | Італія               | 1 – 2     | Хорватія          | Відбір до ЧЄ 1996  | -    |          |
| 21/12/1994 | Пескара           | Італія               | 3 – 1     | Туреччина         | товариський матч   | -    |          |
| 29/03/1995 | Київ              | Україна              | 0 – 2     | Італія            | Відбір до ЧЄ 1996  | -    |          |
| 26/04/1995 | Вільнюс           | Литва                | 0 – 1     | Італія            | Відбір до ЧЄ 1996  | -    |          |
| 19/06/1995 | Лозанна           | Швейцарія            | 0 – 1     | Італія            | товариський турнір | -    |          |
| 21/06/1995 | Цюрих             | Італія               | 0 – 2     | Німеччина         | товариський турнір | -    |          |
| 06/09/1995 | Удіне             | Італія               | 1 – 0     | Словенія          | Відбір до ЧЄ 1996  | -    |          |
| 08/10/1995 | Спліт             | Хорватія             | 1 – 1     | Італія            | Відбір до ЧЄ 1996  | -    |          |
| 11/11/1995 | Барі              | Італія               | 3 – 1     | Україна           | Відбір до ЧЄ 1996  | -    |          |
| 15/11/1995 | Реджо-нель-Емілія | Італія               | 4 – 0     | Литва             | Відбір до ЧЄ 1996  | -    |          |
| 24/01/1996 | Терні             | Італія               | 3 – 0     | Уельс             | товариський матч   | -    |          |
| 29/05/1996 | Кремона           | Італія               | 2 – 2     | Бельгія           | товариський матч   | -    |          |
| 01/06/1996 | Будапешт          | Угорщина             | 0 – 2     | Італія            | товариський матч   | -    |          |
| 11/06/1996 | Ліверпуль         | Росія                | 1 – 2     | Італія            | ЧЄ 1996 - 1-й етап | -    |          |
| 19/06/1996 | Манчестер         | Німеччина            | 0 – 0     | Італія            | ЧЄ 1996 - 1-й етап | -    |          |
| 05/10/1996 | Кишинів           | Молдова              | 1 – 3     | Італія            | Відбір до ЧС 1998  | -    |          |
| 09/10/1996 | Перуджа           | Італія               | 1 – 0     | Грузія            | Відбір до ЧС 1998  | -    |          |
| 06/11/1996 | Сараєво           | Боснія і Герцеговина | 2 – 1     | Італія            | товариський матч   | -    |          |
| 22/01/1997 | Палермо           | Італія               | 2 – 0     | Північна Ірландія | товариський матч   | -    |          |
| 12/02/1997 | Лондон            | Англія               | 0 – 1     | Італія            | Відбір до ЧС 1998  | -    |          |
| 29/03/1997 | Трієст            | Італія               | 3 – 0     | Молдова           | Відбір до ЧС 1998  | -    |          |
| 02/04/1997 | Хожув             | Польща               | 0 – 0     | Італія            | Відбір до ЧС 1998  | -    |          |
| 30/04/1997 | Неаполь           | Італія               | 3 – 0     | Польща            | Відбір до ЧС 1998  | 1    |          |
| 04/06/1997 | Нант              | Англія               | 2 – 0     | Італія            | товариський турнір | -    |          |
| 08/06/1997 | Ліон              | Італія               | 3 – 3     | Бразилія          | товариський турнір | -    |          |
| 11/06/1997 | Париж             | Італія               | 2 – 2     | Франція           | товариський турнір | -    |          |
| 10/09/1997 | Тбілісі           | Грузія               | 0 – 0     | Італія            | Відбір до ЧС 1998  | -    |          |
| 29/10/1997 | Москва            | Росія                | 1 – 1     | Італія            | Відбір до ЧС 1998  | -    |          |
| 15/11/1997 | Неаполь           | Італія               | 1 – 0     | Росія             | Відбір до ЧС 1998  | -    |          |
| 28/01/1998 | Катанія           | Італія               | 3 – 0     | Словаччина        | товариський матч   | 1    |          |
| 22/04/1998 | Парма             | Італія               | 3 – 1     | Парагвай          | товариський матч   | -    |          |
| 02/06/1998 | Гетеборг          | Швеція               | 1 – 0     | Італія            | товариський матч   | -    |          |
| 11/06/1998 | Бордо             | Італія               | 2 – 2     | Чилі              | ЧС 1998 - 1-й етап | -    |          |
| 17/06/1998 | Монпельє          | Італія               | 3 – 0     | Камерун           | ЧС 1998 - 1-й етап | -    |          |
| Усього     |                   | Матчів (78 місце)    | 34        |                   | Голів              | 2    |          |

## Титули та досягнення (гравець)
- Чемпіон Швейцарії (1):

«Арау»: 1992–93
- Володар Кубка Англії (2):

«Челсі»: 1996–97, 1999–2000
- Володар Кубка англійської ліги (1):

«Челсі»: 1997–98
- Володар Суперкубка Англії з футболу (1):

«Челсі»: 2000
- Володар Кубка Кубків УЄФА (1):

«Челсі»: 1997–98
- Володар Суперкубка УЄФА (1):

«Челсі»: 1998

## Титули та досягнення (тренер)
«Челсі»
- Володар кубка Англії: 2011-12
- Переможець Ліги чемпіонів: 2011-12